# Vaka (cràter)
Vaka és un cràter d'impacte en el planeta Venus de 11,8 km de diàmetre. Porta el nom d'un antropònim búlgar, i el seu nom va ser aprovat per la Unió Astronòmica Internacional el 1997.